# Карбинци
Карбинци (мкд. Карбинци) су насеље у Северној Македонији, у источном делу државе. Карбинци су седиште истоимене општине Карбинци.

## Географија
Карбинци су смештени у источном делу Северне Македоније. Од најближег града, Штипа, насеље је удаљено 12 km северно.
Насеље Карбинци се налази у историјској области Овче поље. Насеље је положено у долини реке Брегалнице, на левој обали реке. Југоисточно од насеља уздиже се побрђе Јуруклук, најнижи део планине Плачковице ка истоку. Надморска висина насеља је приближно 290 метара.
Месна клима је блажи облик континенталне због близине Егејског мора (жарка лета).

## Становништво
Карбинци су према последњем попису из 2002. године имали 673 становника.
Већинско становништво су етнички Македонци (99%), а остало су Срби.
Претежна вероисповест месног становништва је православље.

## Извори
- Попис у Македонији 2002. - Књига 10.